# Mutares
Mutares est une holding industrielle allemande cotée en bourse à Francfort qui acquiert et exploite des sociétés en difficulté ou dont leur actionnaire souhaite se séparer pour des raisons stratégiques ou financières.
Mutares revendique un accompagnement opérationnel de ces structures en vue de leur redressement, tandis qu'il lui est reproché de ponctionner le peu de trésorerie restante en facturant très cher ses conseils, et d'avoir conduit au redressementt judiciaire ou à la liquidation près de la moitié des entreprises reprises. 
Mutares s’intéresse essentiellement à l’acquisition de sociétés dont le chiffre d'affaires est compris entre 50 et 500 millions d'euros.
Depuis 2021, les actions de Mutares AG sont échangées sur le Prime Standard de la Bourse de Francfort. Mutares AG a une capitalisation boursière d'environ 400 millions d´euros.

## Développement du groupe Mutares
En 2015, Mutares ouvre un bureau à Paris en plus de son siège situé à Munich. Des bureaux ont été ouverts par la suite dans plusieurs villes du monde.

## Mutares en France
Entre 2012 et 2025, la société a acquis en France 25 entreprises représentant 11 000 salariés. Selon Médiapart, 10 d'entre elles (Pixmania, Artmadis, Grosbill, Eupec, BSL, La Meusienne, Trefilunion, Valti, Logiplast-TeamTex et deux usines de Walor) ont fait l'objet d'un redressement ou d'une liquidation judiciaire, Mutares revendiquant avoir relancé avec succès les cinq sociéts suivantes : Norsilk, Cenpa, Clecim, Japy Tech et Repartim. Neuf sociétés figurent toujours dans son portefeuille en mai 2025, dont La Rochette Cartonboard, Clecim, Lapeyre, MMT-B, Mann+Hummel France, SFC, Walor, Peugeot Motocycles et Stuart.

### Échecs
La reprise de Pixmania à Dixons Retail en 2014 qui avait laissé 69 millions d’euros dans l’entreprise alors que la société perdait environ 40 millions d'euros par an, s’est soldée par un redressement judiciaire le 14 janvier 2016, suivi de la fermeture d'un entrepôt logistique et la vente de Pixmania à un autre acteur du e-commerce en février 2016. Malgré la réduction des pertes effectuée sous l'actionnariat de Mutares, la concurrence d'entreprises comme Amazon et Cdiscount est à l'origine de cette revente. Les mêmes difficultés ont été rencontrées avec GrosBill, cédé par Auchan avec des fonds, puis revendu par Mutares au fondateur de GrosBill au bout de 3 ans,.
En mars 2024, le rachat de l'usine Bosch de Mondeville par Mutares est bloquée par l'intersyndicale locale qui organise une grève dans ce but. Mutares avait pourtant été recommandé par le cabinet Roland Berger comme étant le repreneur le plus pertinent. Quatre mois plus tard, en juillet 2024, Bosch, faute de pouvoir vendre la société à Mutares, en annonce la fermeture et le licenciement des 413 salariés,,.
En octobre 2024, c'est l'entreprise Logiplast-TeamTex, qui avait été rachetée en 2023, qui est mise en redressement judiciaire. Plus de 160 personnes perdent leur emploi. Malgré l'injection de 5 millions d'euros, Mutares n'est pas parvenu à redresser la société, qui accusait déjà des pertes de plus de 12 millions d'euros en 2022, et a vu son chiffre d'affaires chuter de 26 % en 2023 à cause d'un déréférencement des produits TeamTex par la grande distribution au profit de fournisseurs chinois,.

### Succès
La reprise de Norsilk par Mutares en 2015, puis sa revente après redressement à l'acteur du secteur Protac en 2021, est considérée comme un succès. En effet, en 2020 et pour la première fois depuis 7 ans, l'entreprise dégageait un résultat net positif,.
Entre 2016 et 2021, Mutares opère avec succès le redressement de la papeterie alsacienne Cenpa,. Cenpa, qui enregistrait des pertes de 3,2 millions d'euros en 2016, atteint un résultat net d'un million d'euros en 2021, année de sa revente par Mutares.
À partir de 2021, le redressement du sidérurgiste Clecim est salué par la presse,,,. Mutares est parvenu à rendre la société profitable, alors qu'elle perdait de 10 à 15 millions d'euros par an avant la reprise.
En 2023, Mutares achève le redressement de JapyTech, industriel spécialisé dans les équipements de laiteries. La société est cédée à son dirigeant. Mutares est parvenu à faire progresser le chiffre d'affaires et à effacer en deux ans les pertes de la société, qui montaient à 3,5 millions d'euros en 2019,.
En 2024, Mutares conclut le redressement de Repartim (ex Carglass Maison) en cédant la société aux assurances du Crédit Mutuel qui intègrent ainsi un de leurs fournisseurs. Mutares avait fait l'acquisition de Repartim en 2021 puis exécuté un plan de redressement sur 3 ans,. Mutares est parvenu à effacer les pertes opérationnelles qui s'élevaient à 9 millions d'euros en 2021.

## Mutares en dehors de France
Les principales références de Mutares en dehors de France sont les dossiers suivants :
HIB est un fabricant de tableaux de bord haut de gamme pour l'industrie automobile, avec des clients tels que Porsche, Jaguar, Bentley, Cadillac, Mercedes, etc. Après son acquisition par Mutares auprès de Dräxlmaier, HIB a vu son chiffre d'affaires progresser de 63 à 81 millions d'euros entre 2009 et 2012, et son résultat opérationnel de -17 à +10 millions d'euros. Mutares a cédé HIB au sous-traitant automobile NBHX Trim Group en 2013, pour un prix de 34 millions d'euros.
Special Melted Products Ltd (SMP), basé à Sheffield, est un producteur de pièces en alliages d'acier pour les industries de l'énergie, l'aérospatiale et le nucléaire. Après son acquisition par Mutares en 2022, SMP a vu son chiffre d'affaires progresser de 75 à 117 millions de livres, et son résultat opérationnel de -12 millions (perte) à +14 millions de livres en 2023. Mutares a ensuite revendu SMP à l'aciériste italien Cogne Acciai Speciali S.p.A pour un prix de 180 millions d'euros.
Frigoscandia est une société de transport routier réfrigéré active en Norvège, Suède, Finlande, Danemark, et aux Pays-Bas. Après son acquisition par Mutares en 2021, la société a vu son chiffre d'affaires progresser de 227 millions d'euros en 2021 à 307 millions d'euros en 2023. Mutares a ensuite cédé Frigoscandia au géant de la logistique Dachser en 2024, pour un prix de 66 millions d'euros.
Steyr Motors est un fabricant de moteurs de forte puissance puissance pour navires et véhicules militaires. Mutares a acquis cette société fin 2022 pour un prix symbolique et a opéré une réorganisation permettant d'atteindre en 2024 environ 40 millions d'euros de chiffre d'affaires, 10 millions d'euros de résultat opérationnel et 150 millions d'euros de carnet de commandes. Mutares décide alors de coter en bourse la société sur la base d'une valeur du capital de 83 millions d'euros. 6 mois plus tard la capitalisation atteint environ 280 millions d'euros.